# Niveau ligne
En électroacoustique, le niveau ligne, en anglais line level, est l'amplitude (tension) d'un signal électrique utilisé pour transmettre le son analogique entre équipements : lecteur de CD ou de DVD, amplificateur audio, carte son, console de mixage, etc. En pratique, est considérée comme niveau ligne toute liaison audio analogique, en dehors de celles faisant intervenir des transducteurs : phonocapteur, microphone, haut-parleurs. Il s'agit du niveau standard permettant l'interconnexion d'appareils de marques et d'origines différentes.
Il existe deux niveaux normalisés différents suivant qu'il s'agit d'un appareil professionnel ou grand public : 
- professionnel : +4 dBu soit 1,23 V efficace ;
- grand public : -10 dBV soit 316 mV efficaces.

## Utilisation
Sur les appareils, suivant leur fonction, on trouvera une sortie ou une entrée ligne ou les deux (par exemple sur un enregistreur ou une carte son).
Dans la pratique, le niveau ligne est plus une indication qu'une norme précise : grâce aux réglages dont sont munis les appareils reliés entre eux par une liaison au niveau ligne, toute sortie ligne d'un appareil est compatible avec l'entrée ligne d'un autre appareil.
Sur les appareils grand public, tels qu'un amplificateur haute-fidélité, les entrées ligne peuvent recevoir des noms variés tels que « Tuner », « CD », « Auxiliaire » et « Vidéo ». Il ne s'agit que de faciliter le repérage et donc l'utilisation de nombreuses sources mais ces entrées sont techniquement identiques et il n'y a donc aucun inconvénient à en modifier l'usage.

## Niveaux nominaux

Signaux sinusoïdaux idéaux de tension en fonction du temps pour les niveaux de référence et ligne ; la tension efficace V_{RMS}, l'amplitude V_{PK}, et l'amplitude crête à crête V_{PP} sont indiquées pour le niveau ligne professionnel (+4dBu).

Le niveau ligne est défini par un rapport avec un signal de référence :
- pour le niveau ligne professionnel, l'amplitude du signal de référence est de 1,095 V, soit une tension efficace de 0,774 V pour un signal sinusoïdal pur ; le niveau ligne est défini comme étant à +4 dB par rapport à ce niveau de référence, ce que l'on note +4 dBu (decibels unloaded) ;
- pour le niveau ligne grand public, l'amplitude du signal de référence est de 1,414 V, soit une tension efficace de 1 V pour un signal sinusoïdal pur ; le niveau ligne est défini comme étant à −10 dB par rapport à ce niveau de référence, ce que l'on note  −10 dBV (decibel volts).

## Connectique

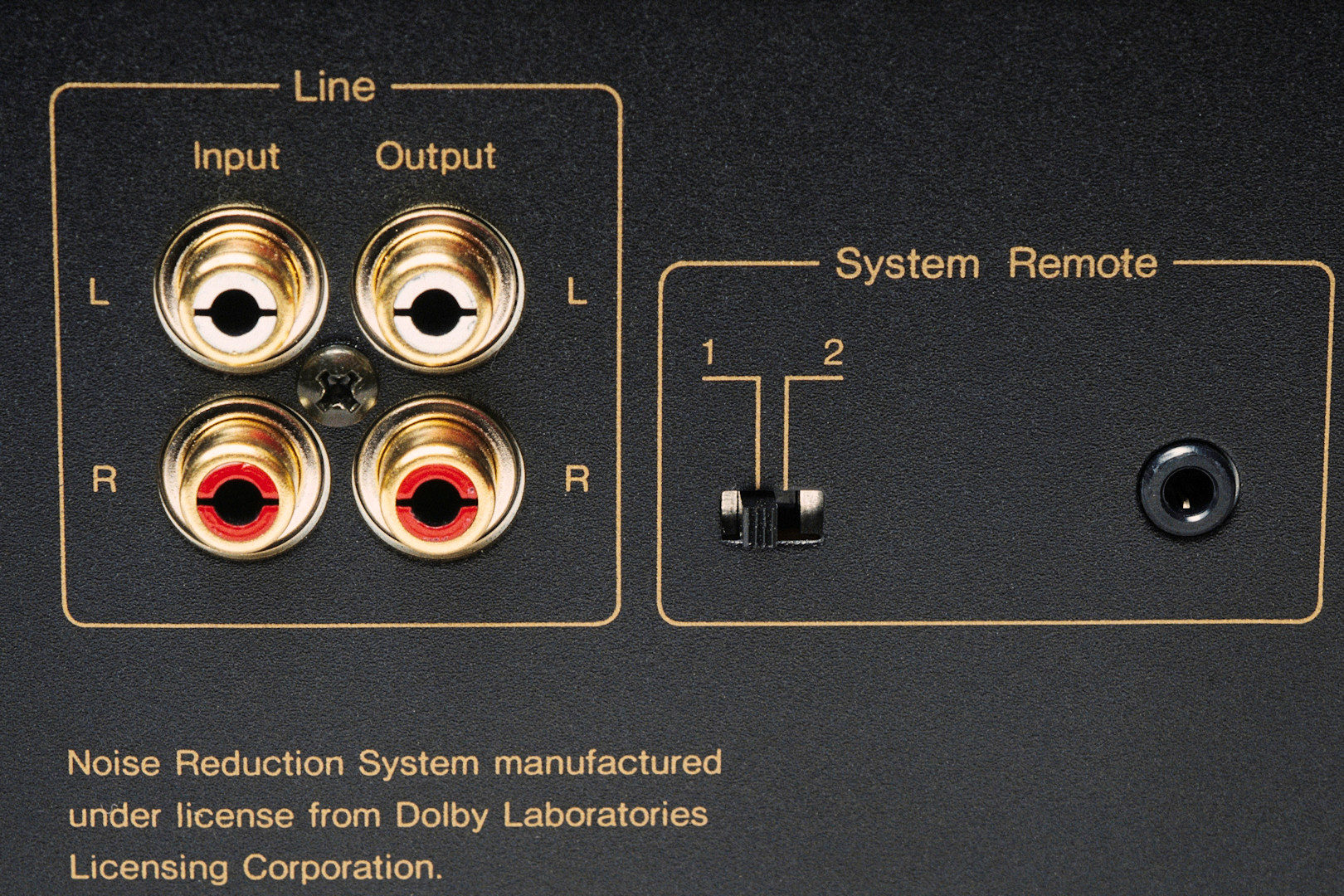
Entrée et sortie ligne sur prises Cinch d'une platine cassette.

Les liaisons audio au niveau ligne peuvent utiliser un grand nombre de types de connecteurs. Si deux appareils utilisent des connecteurs différents, il sera nécessaire d'utiliser un câble adaptateur ou un simple adaptateur.
- Pour les équipements professionnels, les connecteurs les plus utilisés sont les XLR et les jacks 6,35 mm. Ces liaisons sont le plus souvent symétriques.
- Pour les équipements grand public, le connecteur le plus courant est le Cinch, appelé aussi RCA, que l'on trouve sur les chaînes haute-fidélité ou les systèmes home cinema. Dans le monde de l'informatique et des appareils nomades, c'est le jack 3,5 mm 3 points (stéréo) qui est le plus employé.

Sur des équipements anciens, on peut aussi trouver des connecteurs DIN (le plus souvent des DIN 5 broches) et sur certains équipements haute-fidélité haut de gamme des liaisons symétriques avec connecteurs XLR.

## Entrées et sorties ligne des équipements grand public

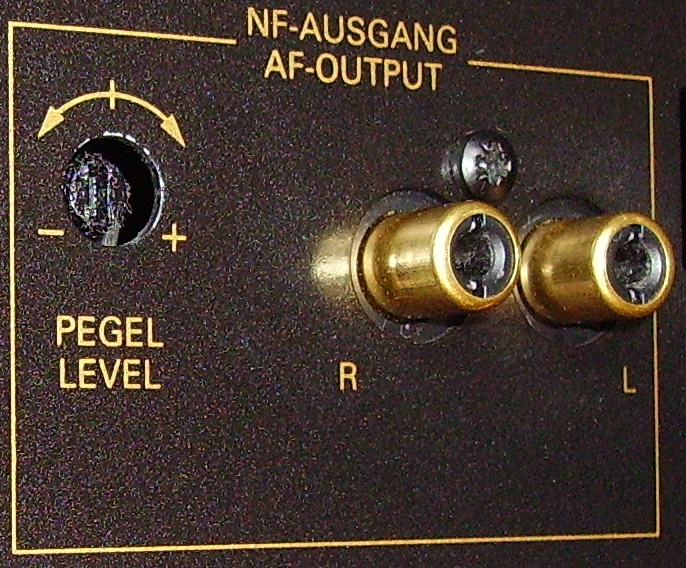
Sortie « BF » à niveau réglable d'un tuner.

- Entrée : généralement, une entrée ligne ne possède pas de niveau réglable ; avec pour principale exception les enregistreurs dont le niveau d'enregistrement, à partir d'une entrée ligne, est réglable. On peut toutefois trouver des entrées ligne à niveau réglable sur certaines réalisations haut de gamme. En pratique, une entrée ligne accepte, sans saturation ou distorsion, tout niveau compris entre 100 mV et plusieurs volts. L'impédance d'entrée est généralement comprise entre 20 kΩ et 100 kΩ.
- Sortie : les sorties ligne peuvent être à niveau fixe ou réglable. Comme pour les entrées, la tension efficace disponible est située entre 100 mV et quelques volts. Le principal type de sortie à niveau fixe est la sortie enregistrement qui se doit (normalement) d'être indépendante des réglages de l'appareil sur lequel elle se trouve. Parmi les sorties à niveau réglable, on retiendra surtout la sortie préamplificateur (lorsqu'elle existe), souvent indiquée « PRE-OUT » sur un amplificateur intégré. Certaines sources comme le lecteur de CD peuvent offrir à la fois une sortie à niveau fixe et une autre à niveau réglable, ce qui offre plus de souplesse d'utilisation. L'impédance des sorties ligne est relativement peu élevée (généralement inférieure à 2 kΩ) afin de pouvoir être négligée lors du raccordement vers une entrée ligne, voire plusieurs simultanément.